# 悪魔城ドラキュラXX
『悪魔城ドラキュラXX』（あくまじょうドラキュラ ダブルエックス、北米: Castlevania: Dracula X、欧州: Castlevania: Vampire's Kiss）は、コナミから1995年7月21日に発売されたスーパーファミコン用ソフトのアクションゲーム。
PCエンジン SUPER CD-ROM2の『悪魔城ドラキュラX 血の輪廻』（1993年）を、ステージ構成やデモシーンなど内容を大きく変更してリメイク移植した作品。パッケージイラストはイラストレーターの山田章博が担当した。
任天堂とローソンによるスーパーファミコン用ゲームソフト書き換えサービス「ニンテンドウパワー」では、1997年9月30日のサービス開始時から書き換えソフトのラインナップに入っていた。後にバーチャルコンソール対応ソフトとして2014年にWii U、2016年にNewニンテンドー3DSにて配信された。2021年9月24日には『Castlevania Advance Collection』の収録タイトルの一つとして配信開始された。2025年7月31日にはパッケージ版が発売される。

## ゲーム内容
横視点スクロールのステージクリア型アクション。主人公リヒター・ベルモンドを操作し、ドラキュラ伯爵に攫われた恋人のアネットとその妹マリアを救出する事を目的としている。ステージ数は全部で9で、ルート分岐によっては通らないステージもある。
『血の輪廻』と物語の内容に大差はないが、変更や追加されているシーンもある。新たにバック転やジャンプ中の方向転換などの新要素も追加された。容量上の問題（540MBを扱えるCD-ROMから2MB(16メガビット)のROMカセットになった）から、アニメーションは削減され、BGMは内蔵音源になった。キャラクタードットは『血の輪廻』と同じものだが、ステージ背景は色数を増やして一新され、ラスタースクロールや透明処理の演出などが施されている。セーブ機能はなく、パスワード・コンティニュー方式。
マリアを救出してもプレイヤーキャラクターとして使えないほか、テラやイリス、シャフトは登場せず、リヒター自体の操作感覚も異なり、ステージ構造も新規に作られているなど、『血の輪廻』とはほとんど別物の独自作品として扱われる事が多い。日本国外においては、発売されなかった『血の輪廻』に代わって本作がリヒター・ベルモンドとドラキュラの戦いを描く最初の作品となった。

## スタッフ
- ディレクター：山下和之
- プログラマー：小川光章
- メインプログラマー：南方章宏
- メインキャラクター（メインデザイナー）：NAMACHUW
- キャラクター（デザイナー）：ASHENDEN（あしだたけし）、SEFU-HASO、HIRO（やまぐちひろと）
- サウンドデザイン：冨田朋也、岩田昌成、上高治己、木村雅彦
- プロデューサー：樹下國昭
- キャラクターイラスト：山田章博

## 移植版
| No. | タイトル                                  | 発売日                                     | 対応機種                                         | 開発元 | 発売元 | メディア                                                    | 備考                                            | 出典        |
| --- | ----------------------------------------- | ------------------------------------------ | ------------------------------------------------ | ------ | ------ | ----------------------------------------------------------- | ----------------------------------------------- | ----------- |
| 1   | 悪魔城ドラキュラXX                        | 1997年9月30日                              | スーパーファミコン                               | コナミ | コナミ | フラッシュロムカセット（書き換え用） （ニンテンドウパワー） |                                                 |             |
| 2   | 悪魔城ドラキュラXX Castlevania: Dracula X | 2014年4月23日 2014年10月2日 2014年11月13日 | Wii U                                            | KDE    | KDE    | ダウンロード （バーチャルコンソール）                       |                                                 | [ 3 ]       |
| 3   | Castlevania: Dracula X 悪魔城ドラキュラXX | 2016年12月29日 2017年8月23日               | Newニンテンドー3DS                               | KDE    | KDE    | ダウンロード （バーチャルコンソール）                       |                                                 | [ 4 ] [ 5 ] |
| 4   | Castlevania Advance Collection            | INT 2021年9月24日                          | Nintendo Switch PlayStation 4 Xbox One PC(Steam) | M2     | KDE    | ダウンロード                                                | 収録ソフトのひとつ 日本版、北米版、欧州版を収録 | [ 6 ]       |

## 評価
ゲーム誌『ファミコン通信』の「クロスレビュー」では、7・6・6・5の合計24点（満40点）、『ファミリーコンピュータMagazine』の読者投票による「ゲーム通信簿」での評価は以下の通り、20.4点（満30点）となっている。
| 項目 | キャラクタ | 音楽 | お買得度 | 操作性 | 熱中度 | オリジナリティ | 総合 |
| 得点 | 3.7        | 3.6  | 3.3      | 3.4    | 3.3    | 3.2            | 20.4 |

## 関連商品
- 『悪魔城ドラキュラXX Holy bible 完全攻略ガイド』 (覇王ゲームスペシャル 31)、講談社、1995年8月8日、ISBN 9784063292312